# Thomas Hym
Pour les articles homonymes, voir Hym.
Thomas Hym est un joueur de football né le 29 août 1987. Il évolue au poste de gardien de but.

## Carrière de joueur
- FC Metz (2003-2005)
- CSO Amnéville (2005-2006)
- US Raon-l'Étape (2006)
- AS Nancy-Lorraine (2006-2007)
- ES Thaons-les-Vosges (2007-2008)
- FC Differdange 03 (2008-2012)
- Fola Esch (2012-2022)

## Palmarès
- Vice-Champion du Luxembourg en 2009
- Vainqueur de la Coupe du Luxembourg en 2010 et 2011
- Vainqueur du Championnat du Luxembourg en 2013, 2015 et 2021

## Statistiques
| Saison      | Club              | Pays       | Championnat | Championnat | Championnat | Championnat  | Championnat  | Coupe d'Europe | Coupe d'Europe | Coupe d'Europe |
| Saison      | Club              | Pays       | Division    | Matchs      | Buts        | Cartons      | Cartons      | Type           | Matchs         | Buts           |
| ----------- | ----------------- | ---------- | ----------- | ----------- | ----------- | ------------ | ------------ | -------------- | -------------- | -------------- |
| Saison      | Club              | Pays       | Division    | Matchs      | Buts        | Carton jaune | Carton rouge | Type           | Matchs         | Buts           |
| 2006 - 2007 | CSO Amnéville     | France     | CFA2        | 9           | -           | -            | -            | -              | -              | -              |
| 2006 - 2007 | US Raon           | France     | National    | 11          | -           | -            | -            | -              | -              | -              |
| 2007 - 2008 | ES Thaon          | France     | CFA2        | 23          | -           | 1            | -            | -              | -              | -              |
| 2008 - 2009 | FC Differdange 03 | Luxembourg | BGL Ligue   | 21          | -           | -            | -            | -              | -              | -              |
| 2009 - 2010 | FC Differdange 03 | Luxembourg | BGL Ligue   | 9           | -           | -            | -            | -              | -              | -              |
| 2010 - 2011 | FC Differdange 03 | Luxembourg | BGL Ligue   | 6           | -           | -            | -            | C3             | 2              | -              |
| 2011 - 2012 | FC Differdange 03 | Luxembourg | BGL Ligue   | 9           | -           | -            | -            | C3             | 4              |                |